# Jason X
A Jason X 2001-ben bemutatott amerikai sci-fi film, amelyet James Isaac rendezett, a Péntek 13. franchise tizedik filmje. A főbb szerepekben Kane Hodder, Lexa Doig, Lisa Ryder és Chuck Campbell látható.
Spanyolországban 2001. november 15-én, Amerikai Egyesült Államok 2002. április 26-án mutatták be a mozikban.

## Cselekmény
A közeljövőben Jason Voorheest „biológiai fegyvernek” tekintik, és egy új kutatólaboratóriumba akarják áthelyezni. Ott azonban megszökik, és új ámokfutásba kezd, lemészárolva az összes embert a bázison.
Rowan tudós, akinek Jason vizsgálatát kell elvégeznie, egy kriokamrába csalogatja őt, ahol meg akarja fagyasztani. Azonban Jason a macsétáját a kamra ajtajába vágja, és megsebesíti Rowan hasát, aki súlyosan megsérül, és a szivárgó folyékony nitrogén miatt szintén megfagy. Mivel a kísérleti létesítmény szigorúan titkos volt, és Jason megölte az ott tartózkodó összes személyt, a helyszín feledésbe merül.
455 évvel később a Föld lakhatatlanná vált, és az emberiség más bolygókra költözött, köztük egy olyanra, amely szinte pontosan megegyezik a Földdel, ezért „Föld II”-nek nevezték el. Onnan egy csapat régészhallgató indul útnak, hogy felfedezze régi otthonát. Véletlenül rátalálnak a laboratóriumra, és megtalálják Jasont és Rowant is. Ekkor Jason elköveti első véres tettét: az egyik diák megérinti a befagyott férfit, aki ennek következtében leengedi felemelt karját, és a macséta levágja a fiú karját. Ez azonban nem jelent nagy problémát, mivel ebben az időben a sérelmet egyszerűen egy polimer keverékkel fedik le. A fiú erős fájdalomcsillapítót kap. Miután Jasont és Rowant a űrhajójukra viszik, a fiú karját nanogépek segítségével újra a testéhez rögzítik, és csak egy apró, vonal alakú heg marad a karján.
A projekt vezetője, egy régészetprofesszor, megvizsgálja Rowan-t, és arra a következtetésre jut, hogy lehetőség van az újraélesztésére. A már említett nanogépek gyógyítják a sebet, majd újraélesztik Rowan-t. Miután megbékélt az új helyzetével, megtudja, Jason is a fedélzeten van. Nem hallgatnak az aggodalmaira, miszerint Jason halhatatlan, hiszen ő halott, félig elrothadt és újraéleszthetetlen.
Az egyik diák megvizsgálja Jasont, és szövetmintákat vesz tőle. Csak akkor veszi észre, hogy Jason felébredt, amikor az hirtelen eltűnik a hordágyról mögötte. Jason megöli a fiatal nőt, felvesz a macsétájához hasonló sebészeti eszközt, és újra áldozatokat keres.
Sem a diákok, sem a tapasztalt katonák nem tudják megállítani Jasont, és nagyon különböző módon halnak meg. Eközben a többi túlélő kapcsolatba lép egy űrállomással, ahol többek között sok elit katona tartózkodik, akiknek feladata Jason likvidálása. Amikor Jason ezt észreveszi, kikapcsolja az irányítást, és a hajó egyszerűen átrepül az állomáson, teljesen megsemmisítve azt. Kétségbeesésében az egyik diák átalakítja és módosítja „Kay-Em 14” nevű androidját.
A Kay-Em 14 átalakításának befejezése után a hajó egy fegyverzettel felszerelt harci geppé válik, amely mind fizikailag, mind technikai szempontból teljes mértékben Jason megsemmisítésére van programozva. Így Jasonnek esélye sincs ellene, és szó szerint darabokra lővik. Azonban senki sem veszi észre, hogy Jason az utolsó lövés után, amely a fejét veszi, pontosan abba a gépbe esik, ami a nanogépeket tartalmazza (amelyek Rowan-t és a fiút meggyógyították), ezért még mindig aktív marad.
Mivel Jason-t legyőzöttnek tekintik, hazafelé veszik az irányt. Eközben a nanogépek megpróbálják helyreállítani Jason-t, de mivel ez lehetetlen, mert Jason nem felel meg egyetlen ismert konfigurációnak sem, és hatalmas mennyiségű szövet hiányzik belőle, a számítógép a nanogépeket „optimális helyreállítás” módba állítja; Jason-ból megmaradt részeket nem csak újjáteremtik, hanem jelentősen fejlesztik is.
Teljesen vas páncélba burkolva, hosszabb, jobb macsétával és első alkalommal két szemmel (az összes többi filmben csak egy szeme van) felszerelve, Jason újra felébred, hogy azonnal vadászatra induljon. Még Kay-Em 14 sem képes legyőzni őt, akit a harc során lefejeznek. Míg az utolsó két megmaradt diák megpróbálja kinyitni a beszorult ajtót, amely elzárja az átjárót a megmentésre érkezett űrhajóhoz, Jason egyre közelebb kerül hozzájuk. A figyelem elterelése érdekében az egyik diák a holofedélzeten létrehoz egy szcenáriót, amelybe beépíti a klasszikus Crystal Lake-et. Jason a várakozásoknak megfelelően a hologramokra támad, így a két diák elmenekülhet. Az ajtót azonban be kell csukni, mert az űrhajó felrobban, és ezáltal a másik űrhajó is megsemmisülne. Így az utolsó megmaradt katona az űrhajóban marad. Ezután Jason-t egy légzsilipbe csalogatja, és vele együtt az űrbe, majd a „Föld II” légkörébe lökődik, ahol mindketten elégnek. Jason maradványai egy tóba esnek (utalás a Crystal Lake-re), ahol két tinédzser ül a tábortűz mellett, és hullócsillagnak hiszik. A két fiatal elindul, hogy megkeresse az állítólagos hullócsillagot.

## Szereplők
| Szerep                  | Színész             | Magyar hang         |
| ----------------------- | ------------------- | ------------------- |
| Jason Voorhees          | Kane Hodder         | Nem szólal meg      |
| Rowan LaFontaine        | Lexa Doig           | Horváth Lili        |
| Kay-Em 14               | Lisa Ryder          | Incze Ildikó        |
| Tsunaron Peyton         | Chuck Campbell      | Csőre Gábor         |
| Janessa Zachary         | Melyssa Ade         | Vadász Bea          |
| Elijah Brodski őrmester | Peter Mensah        | Vass Gábor          |
| Waylander               | Derwin Jordan       | Papp Dániel         |
| Brandon Lowe professzor | Jonathan Potts      | Józsa Imre          |
| Trevor Crutchfield      | Phillip Williams    | Várkonyi András     |
| Azreal                  | Dov Tiefenbach      | Simonyi Balázs      |
| Stoney                  | Yani Gellman        | Pintér Gábor Attila |
| Dallas                  | Todd Farmer         | F. Nagy Zoltán      |
| Dr. Aloysius Wimmer     | David Cronenberg    | Breyer Zoltán       |
| Dieter Perez            | Robert A. Silverman | Uri István          |
| Lou Goddard             | Boyd Banks          | Lázár Sándor        |

### Magyar változat
- Főcím: Bordi András
- Magyar szöveg: Szabadfalvi András
- Hangmérnök: Illés Gergely
- Vágó: Simkó Ferenc
- Gyártásvezető: Sarodi Tamás
- Szinkronrendező: Dezsőffy Rajz Katalin

A szinkront a Mafilm Audio Kft. készítette el.

## A film készítése
A Jason X fejlesztése az 1990-es évek végén kezdődött, miközben a Freddy vs. Jason még fejlesztési szakaszban tartott. Mivel a Freddy vs. Jason nem haladt előre, Jim Isaac és Sean S. Cunningham úgy döntöttek, egy újabb Péntek 13. filmet készítenek, hogy fenntartsák a közönség érdekeltségét a karakter iránt. A film ötlete Todd Farmer-től származik, aki a filmben „Dallas” szerepét játssza. Farmer többféle új helyszínt is fontolóra vett Jason számára, mielőtt végül A nyolcadik utas: a Halál című film mintájára egy űrbéli slasher koncepció mellett döntött. David Cronenberg átírta a karakterének a forgatókönyvben szereplő szövegét.
A filmet 2000 márciusától májusáig forgatták Torontóban.

### Zene
A film zenéjét Harry Manfredini szerezte és adta elő. A Varèse Sarabande kiadó 2002. május 14-én jelentette meg.

## Bemutató
A Jason X premierje 2001. november 15-én volt Spanyolországban, az Amerikai Egyesült Államokban 2002. április 26-án került a mozikba. Az előzetese 2001. november 9-én jelent meg, ugyanazon a napon, amikor a film Spanyolországban bemutatásra került.

### Médiakiadás
A film 2002. október 8-án jelent meg VHS-en és DVD-n. 2013-ban jelent meg Blu-ray-en, a Friday the 13th: The Complete Collection című filmcsomag többi filmjével együtt.
2020. október 13-án a Scream Factory újra kiadta a filmet Blu-ray-en, a 16 lemezes Friday the 13th Collection gyűjtemény részeként. 2025. május 20-án az Arrow Films kiadta a Jason X című filmet önálló, limitált kiadású 4K UHD Blu-ray szettben.